# كهنة قلعة (مشكين شهر)
کهنة قلعة هي قلعة تاريخية تعود إلى عصر ساسانيون، وتقع في مشكين شهر.